# Jacek Kuźmiński
Jacek Kuźmiński (ur. 28 października 1975 w Pułtusku) – polski sportowiec specjalizujący się w trójboju siłowym.
W 1995 został wicemistrzem Europy juniorów, w 1996 został wicemistrzem świata w trójboju siłowym.
Reprezentował MKS Narew Pułtusk.